# Elevator (singel Eminema)
Elevator – singel amerykańskiego rapera Eminema, który promował jego album pt. Relapse: Refill. Został wydany 15 grudnia 2009 r., tego samego dnia, co kolejny singel Marshalla – "Hell Breaks Loose".

## Lista utworów
| Nr | Tytuł utworu | Twórcy tekstu        | Producent | Długość |
| -- | ------------ | -------------------- | --------- | ------- |
| 1. | „Elevator”   | M. Mathers, L. Resto | Eminem    | 4:53    |

## Notowania
| Lista przebojów (2010)                | Najwyższa pozycja |
| ------------------------------------- | ----------------- |
| Canadian Hot 100 (Kanada)             | 59                |
| Billboard Hot 100 (Stany Zjednoczone) | 67                |